# Dryopteris gymnosora
Dryopteris gymnosora är en träjonväxtart som först beskrevs av Mak., och fick sitt nu gällande namn av Carl Frederik Albert Christensen. Dryopteris gymnosora ingår i släktet Dryopteris och familjen Dryopteridaceae. Utöver nominatformen finns också underarten D. g. angustata.